# Usine Van Nelle
L'usine Van Nelle, en néerlandais : Van Nellefabriek, est une ancienne usine de style international située à Rotterdam aux Pays-Bas. L'usine Van Nelle est conçue par les architectes Leendert van der Vlugt et Johannes Brinkman. L'usine est construite entre 1925 et 1931. Elle a servi dans un premier temps à conditionner du café, du thé, du tabac, pour ensuite fabriquer du chewing-gum, des cigarettes, du pudding et transformer du riz.  L'usine a été transformée et accueille un atelier de design et un centre de congrès.
L'usine Van Nelle, construite en 1931 à Rotterdam, est une réalisation-phare des débuts du modernisme aux Pays-Bas. Les architectes l'ayant conçue, Leendert van der Vlugt et Johannes Brinkman ne sont pas devenus de grands noms de l'architecture moderne, pourtant leur usine parfaitement conçue a pu devenir une icône de cette architecture. L'usine Van Nelle est bâtie en béton armé, en acier et en verre, et emploie le système du mur-rideau permettant d'inonder de lumière les espaces intérieurs. Le programme contenait également des installations sportives et de loisirs de plein air à destination des ouvriers, ainsi à l'image de Michael de Klerk, les architectes prenaient en compte le rôle de l'architecture dans l'amélioration de la condition de la classe ouvrière.
Classée monument national, elle est inscrite depuis 2014 au patrimoine mondial.
Elle se visite.
Ce bâtiment fait l'objet en 2015 d'un épisode de la série Architectures diffusée sur Arte.